# Cherry Pie (album)
| Recensione | Giudizio |
| ---------- | -------- |
| AllMusic   |          |

Cherry Pie è il secondo album in studio del gruppo musicale statunitense Warrant, pubblicato l'11 settembre 1990 dalla Columbia Records.

## Il disco
Il disco, che doveva originariamente intitolarsi Uncle Tom's Cabin, fu un successo ancora più grande del precedente, raggiungendo la top 10 con i singoli I Saw Red e Cherry Pie. L'intero album si posizionò al settimo posto della Billboard 200. Tuttavia Jani Lane e gli altri membri della band hanno dichiarato successivamente in alcune interviste che tale successo segna per loro un marchio indelebile da loro considerato un peso.
Il disco conta diversi ospiti speciali come C.C. DeVille dei Poison, Bruno Ravel e Steve West dei Danger Danger, e la cantante Fiona. L'intro di chitarra in Uncle Tom's Cabin è suonato dal fratello maggiore di Jani Lane, Eric Oswald. L'album contiene anche la cover Train, Train dei Blackfoot.
Le prime copie presentavano la traccia Ode to Tipper Gore, un brano contro il P.M.R.C., e una dei suoi rappresentanti e fondatori Tipper Gore (moglie di Al Gore) che si batteva per la censura della musica, e in particolare contro la musica heavy metal. Il brano, praticamente composto da insulti verso la Gore, venne successivamente censurato.
Nel 2004, l'album è stato ristampato dalla Legacy Recordings con l'aggiunta di due tracce bonus demo.

## Tracce
Testi e musiche di Jani Lane, eccetto dove indicato.
1. Cherry Pie – 3:20
2. Uncle Tom's Cabin – 4:01
3. I Saw Red – 3:47
4. Bed of Roses – 4:04 (Bonnie Hayes, Lane)
5. Sure Feels Good to Me – 2:39 (Danny Stag, Johnny B. Frank, Lane)
6. Love in Stereo – 3:06
7. Blind Faith – 3:33
8. Song and Dance Man – 2:58
9. You're the Only Hell Your Mama Ever Raised – 3:34
10. Mr. Rainmaker – 3:29
11. Train, Train – 2:49 (Shorty Medlocke)
12. Ode to Tipper Gore – 0:55

Tracce bonus nella ristampa del 2004
1. Game of War (demo) – 3:38
2. The Power (demo) – 3:00

## Formazione
Gruppo
- Jani Lane – voce
- Joey Allen – chitarra
- Erik Turner – chitarra
- Jerry Dixon – basso
- Steven Sweet – batteria

Altri musicisti
- C.C. DeVille – chitarra solista in Cherry Pie
- Eric Oswald – intro acustica in Uncle Tom's Cabin
- Scott Warren – tastiere
- Alan Hewitt – organo, pianoforte
- Beau Hill – tastiere, organo, banjo
- Paul Harris – pianoforte e archi in I Saw Red
- Jim Einger – pianoforte in Love in Stereo
- Juke Logan – armonica a bocca
- Fiona, Bruno Ravel, Steve West – cori

Produzione
- Beau Hill – produzione, missaggio
- Jimmy Hoyson – ingegneria del suono, missaggio
- Martin Horenburg – ingegneria del suono (assistente)
- Hugh Syme – direzione artistica

## Classifiche

### Classifiche settimanali
| Classifica (1990/91) | Posizione massima |
| -------------------- | ----------------- |
| Australia            | 13                |
| Canada               | 34                |
| Giappone             | 26                |
| Stati Uniti          | 7                 |

### Classifiche di fine anno
| Classifica (1991) | Posizione |
| ----------------- | --------- |
| Stati Uniti       | 21        |